# Leonard Talmy
Leonard Talmy é um professor de linguística e filosofia da Universidade Estadual de Nova Iorque em Buffalo. Ele é muito famoso por seu pioneiro trabalho sobre linguística cognitiva -- mais especificamente, pela relação entre semântica e estruturas linguísticas formais e as conexões entre tipologia semântica e universal. Ele também é especialista em Iídiche e idiomas nativos americanos.